# آموزگار (فیلم ۱۹۷۴)
آموزگار (انگلیسی: The Teacher) فیلمی در ژانر تعلیق درباره سن بلوغ به کارگردانی هاوارد آوتیس است که در سال ۱۹۷۴ منتشر شد. از بازیگران آن می‌توان به جی نورث، آنتونی جیمز و مارلین اشمیت اشاره کرد.